# Пуля Бреннеке

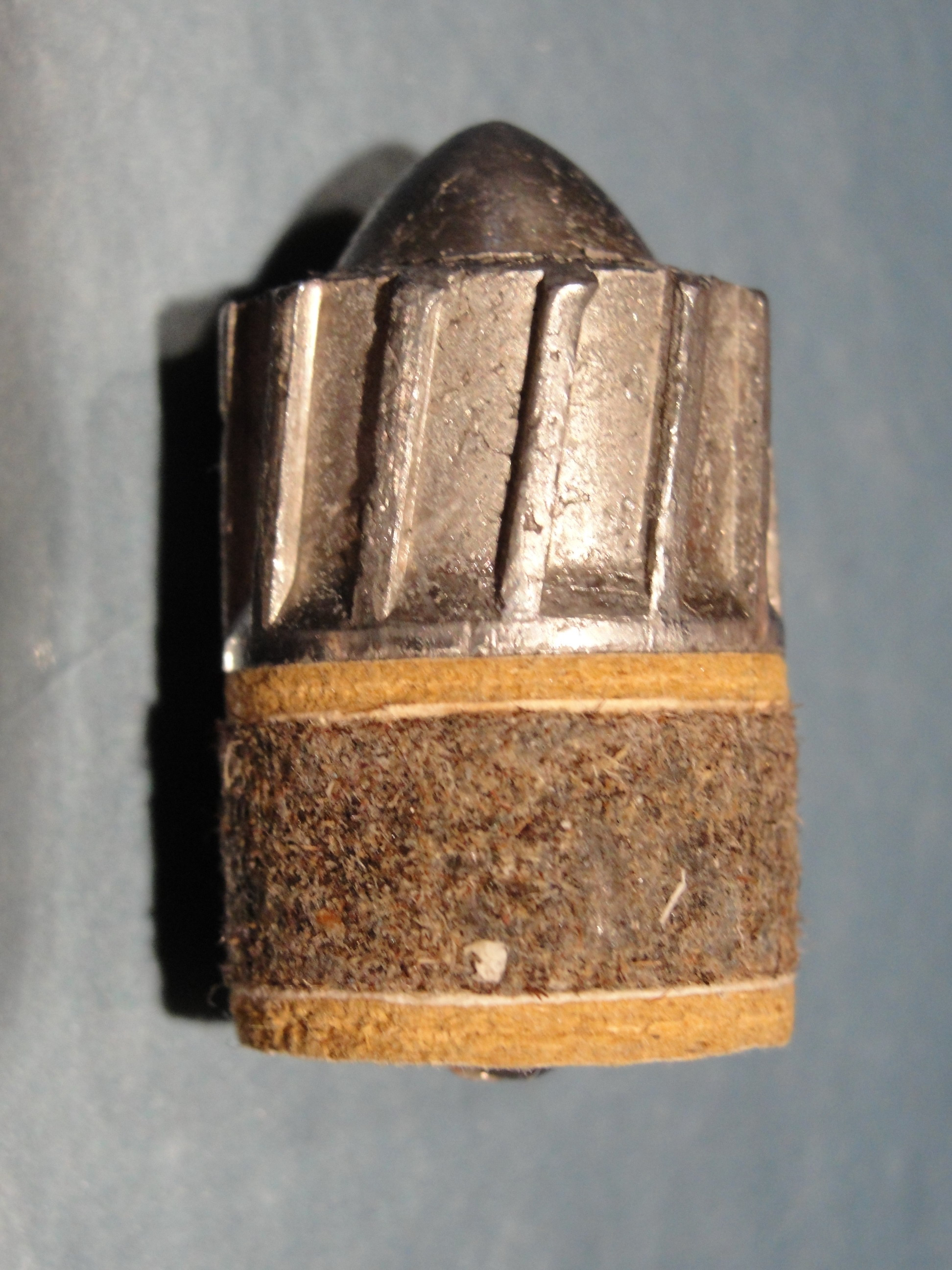
Пуля Бреннеке классического образца с войлочным пыжом-хвостовиком

Пуля Бре́ннеке — одна из наиболее популярных в мире пуль для гладкоствольного охотничьего оружия. Разработана в начале XX века немецким оружейником-изобретателем Вильгельмом Бреннеке.
Пуля Бреннеке — один из характерных представителей турбинно-стрелочного типа пуль. Головная часть пули свинцовая, на её боковой поверхности имеются наклонные рёбра. Рёбра весьма тонкие; они легко сминаются при прохождении по стволу, обеспечивая хорошую центровку пули. Хвостовик пули представляет собой пыж (в первых вариантах, а часто и сейчас — войлочный) толщиной 10-12 мм, соединённый с головной частью с помощью шурупа.

## История создания
Пуля была разработана фирмой известного немецкого оружейника Вильгельма Бреннеке (1865—1951) в Лейпциге. Патент на её изобретение был выдан в 1898 году.. Нос пули первой модификации был практически плоским, однако затем стал коническим. Выпускалось несколько различных образцов (1915, 1930 годов), пока в 1935 году она не приобрела свой классический вид — в её конструкцию были внесены новые изменения, в частности, число рёбер увеличено с 6 до 12. Более поздние варианты пули, появившиеся с 1970-х годов, отличаются обычно формой хвостовика и его материалом (пластмасса). Пули с пластмассовым хвостовиком отличаются по массе и предназначены для стрельбы на разные дистанции. Однако пуля классического образца распространена по-прежнему исключительно широко.
Компания, основанная Вильгельмом Бреннеке, до сих пор принадлежит его прямым потомкам и является одним из крупнейших в мире производителей и разработчиков боеприпасов для стрелкового оружия.

## Особенности
В полёте пуля ведёт себя не совсем так, как рассчитывали конструкторы — наличие наружных наклонно-продольных рёбер не способствует её вращению при прохождении через воздух, однако пуля получает слабое вращение при прохождении по каналу ствола за счёт трения рёбер о стенки. Хвостовик, хотя и стабилизирует пулю, несколько замедляет её скорость. Кроме того, в момент прохождения пули через дульное сужение рёбра почти полностью сминаются, что придает им неопределенную асимметрическую форму. Нарушение обтекаемости пули, вызванное деформацией рёбер, приводит к снижению скорости полёта и ухудшению боя.

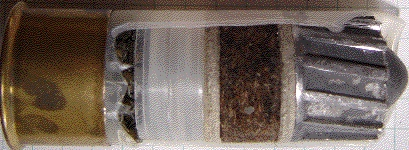
Патрон, снаряжённый пулей Бреннеке (часть пластмассовой гильзы срезана). Под пулю положен пластмассовый пыж.

Последние варианты пуль Бреннеке с пластмассовыми стабилизаторами по конструктивному решению считаются более совершенными. У них центр тяжести размещен ближе к вершине головной части; рёбра расположены как на теле, так и на хвостовике и общая их площадь довольно велика. В любом случае, одним из главных достоинств пули является её высокая кучность и хорошая стабилизация в полёте (она слабо отклоняется, задевая за ветки и траву). Попытки применения этой пули со снятым хвостовиком привели к резкому ухудшению боя и усилению отдачи.
Серьёзный минус пули Бреннеке — большая трудность изготовления из-за сложной формы и необходимости специальных компонентов (шуруп, стягивающий пыж-стабилизатор, должен быть определённой формы). Даже при незначительных пороках бой этой пулей резко ухудшается. Даже встречающиеся в магазинах, а не у индивидуалов пули бывают зачастую очень плохого качества и показывают совершенно неудовлетворительный бой.

## Применение

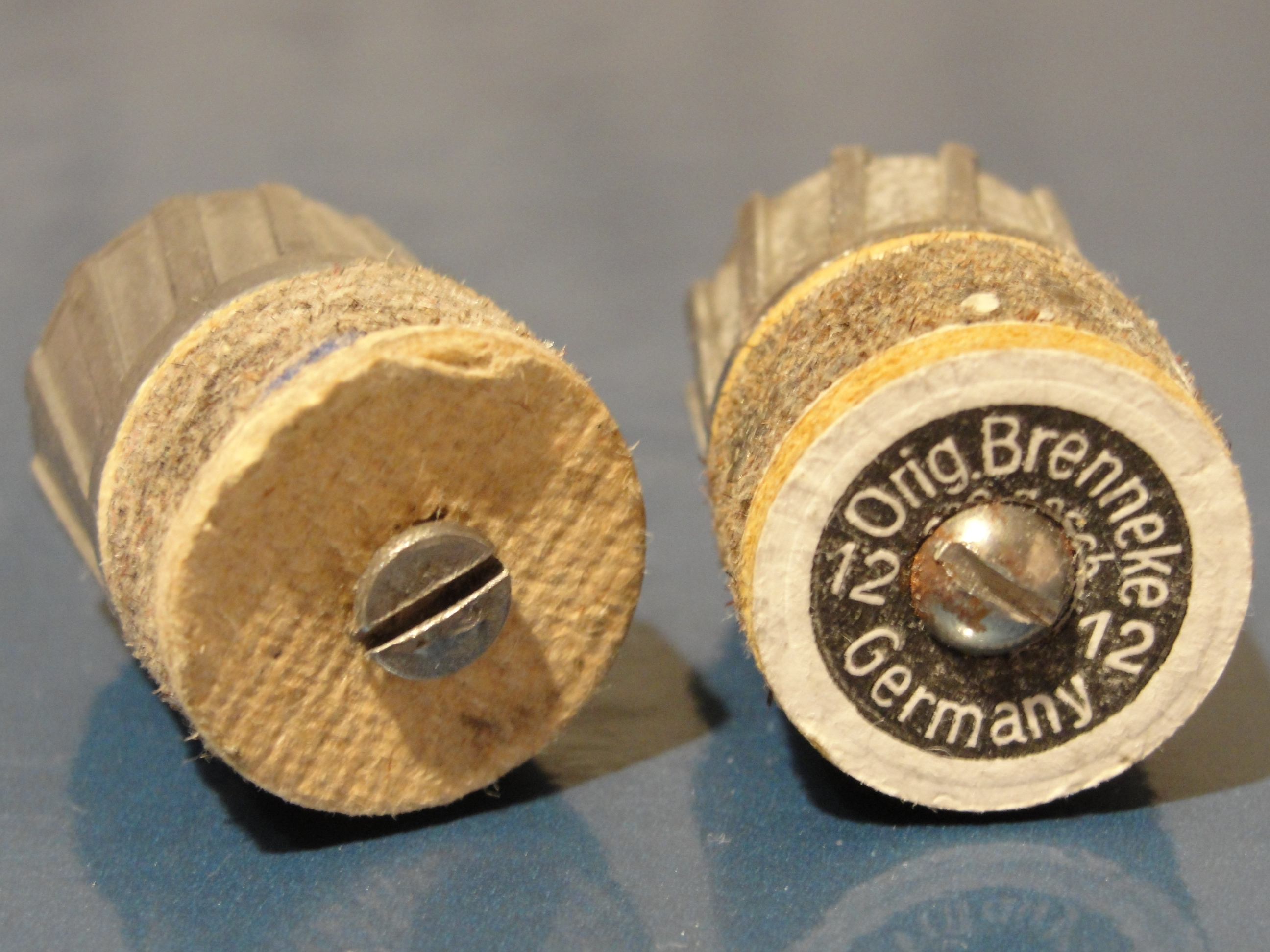
Слева — пуля Бреннеке некачественного кустарного изготовления, справа — фирменная, производства завода Бреннеке (вид на хвостовик)

В СССР пуля Бреннеке была одной из пуль, изготовлявшихся промышленными предприятиями, именно её рекомендовали в 1960 - 1980 годы брать при снаряжении патронов подкалиберными пулями. Пули Бреннеке классического образца при условии качественного изготовления дают хорошую меткость на дистанции до 80 м. Пули валового производства вполне приемлемы для стрельбы до 50 м, укладываясь на этой дистанции в круг 16—18 см.
В американском каталоге "Shooter's Bible" 1967 года сказано, что пуля Бреннеке заводского изготовления в патронах заводского снаряжения успешно использовалась на охотах на крупных животных (олени, кабан, медведь, лев, тигр и буйвол) и может применяться "в любом гладкоствольном ружье", однако это утверждение требует уточнения.
Стрелять патронами, снаряженными пулей Бреннеке из "помповых" и самозарядных ружей с подствольным трубчатым магазином (таких, как Browning Auto-5, МЦ 21-12, ТОЗ-87 или MP-153) возможно только в случае, если заряжать и отстреливать их по одному патрону. Заряжать такие патроны в подствольный магазин нельзя - пуля Бреннеке имеет коническую заострённую головную часть, которая вследствие специфического расположения патронов в корпусе магазина при автоматическом перезаряжании оружия либо при ударе прикладом могут привести к удару заостренной головной части пули Бреннеке по капсюлю расположенного впереди патрона - и детонации патронов в магазине с разрушением оружия и ранением стрелка.
Поскольку в пулевых ружейных патронах, снаряженных пулей Бреннеке давление пороховых газов несколько снижается в сравнении с дробовыми ружейными патронами (из-за менее надежной обтюрации пороховых газов в заснарядном пространстве), в 1970 году был разработан вариант снаряжения патронов с пулей Бреннеке, обеспечивающий прирост начальной скорости пули и улучшение кучности и точности стрельбы (за счет замены стандартного пыжа на обтюрирующий полиэтиленовый пыж специальной конструкции).

## Технические данные
- Начальная скорость пули — 430 м/с[2] (при правильном фабричном снаряжении патрона).
- Дульная энергия пули — 2500—2900 Дж для пуль классического образца 12 и 16 калибра.
- Масса пули 12 калибра — 30[1]—31,5 г[2].
- Масса пули 16 калибра — 24—25[1] и до 27 г[2].
- Диаметр пули 12 калибра по рёбрам — 18,5 мм[1]
- Диаметр пули 16 калибра по рёбрам — 17,0 мм[1]